# Andres Labie
Andres Labie (24 maart 2004) is een Belgisch voetballer die onder contract ligt bij Zulte Waregem.

## Carrière
Labie genoot zijn jeugdopleiding bij Zulte Waregem, waar hij alle jeugdreeksen doorliep. In het seizoen 2022/23 maakte hij met Jong Essevee, het beloftenelftal van de club, zijn intrede in de Tweede afdeling. Op 1 juli 2023 maakte Zulte Waregem bekend dat Labie zijn eerste contract had ondertekend bij de club.
Op 1 september 2023 maakte Labie zijn officiële debuut in het eerste van de club: op de vierde competitiespeeldag van Eerste klasse B liet trainer Frederik D'hollander hem in de 58e minuut invallen voor Nicolas Rommens. Een speeldag later kreeg hij van de nieuwe trainer Vincent Euvrard meteen een basisplaats in de competitiewedstrijd tegen Jong Genk (2-4-zege). Een week later mocht hij ook starten tegen KMSK Deinze, al liet Euvrard hem na de rust wel aan de kant.
Labie speelde in het seizoen 2023/24 uiteindelijk elf officiële wedstrijden voor het eerste elftal van Zulte Waregem. De meeste speelminuten kreeg hij op het einde van het seizoen: na enkele maanden zonder speelminuten bij de eerste ploeg mocht hij op de 28e competitiespeeldag na de rust invallen tegen Patro Eisden Maasmechelen, waarna hij op de twee laatste speeldagen van de reguliere competitie mocht starten tegen respectievelijk FCV Dender EH en Lierse Kempenzonen. In de halve finale van de promotie-playoffs tegen Lommel SK, waarin Zulte Waregem met een 2-1-totaalscore verloor, mocht hij tweemaal een volledige wedstrijd spelen. Labie, wiens contract eind februari 2024 werd opengebroken tot medio 2027, speelde dat seizoen ook tien competitiewedstrijden voor Jong Essevee in de Tweede afdeling. Labie wordt nu uitgeleend aan Beerschot die in de tweede klasse B spelen. 

## Clubstatistieken
| Seizoen         | Club            | Land            | Competitie      | Competitie | Competitie | Beker | Beker | Supercup | Supercup | Europees | Europees | Totaal | Totaal |
| Seizoen         | Club            | Land            | Competitie      | Wed.       | Dlp.       | Wed.  | Dlp.  | Wed.     | Dlp.     | Wed.     | Dlp.     | Wed.   | Dlp.   |
| --------------- | --------------- | --------------- | --------------- | ---------- | ---------- | ----- | ----- | -------- | -------- | -------- | -------- | ------ | ------ |
| 2022/23         | Jong Essevee    | Vlag van België | Tweede afdeling | 30         | 2          | —     | —     | —        | —        | —        | —        | 30     | 2      |
| 2023/24         | Jong Essevee    | Vlag van België | Tweede afdeling | 10         | 0          | —     | —     | —        | —        | —        | —        | 10     | 0      |
| 2023/24         | Zulte Waregem   | Vlag van België | Eerste klasse B | 10         | 1          | 1     | 0     | —        | —        | —        | —        | 11     | 1      |
| 2024/25         | Zulte Waregem   | Vlag van België | Eerste klasse B | 3          | 0          | 3     | 0     | —        | —        | —        | —        | 6      | 0      |
| 2024/25         | Jong Essevee    | Vlag van België | Tweede afdeling | 1          | 0          | —     | —     | —        | —        | —        | —        | 1      | 0      |
| Carrière totaal | Carrière totaal | Carrière totaal | Carrière totaal | 54         | 3          | 4     | 0     | 0        | 0        | 0        | 0        | 58     | 3      |

Bijgewerkt op 5 januari 2024.

## Privé
- Glenn Labie, de vader van Andres, droeg als voetballer het shirt van onder andere KM Torhout, FC Izegem en KVK Avelgem.[11] Later bleef hij als (assistent-)trainer actief in het nationale voetbal.[11]